# Maschinenfabrik vormals Georg Dorst
Die Maschinenfabrik vormals Georg Dorst AG war eine 1891 von Georg Dorst in Oberlind (Herzogtum Sachsen-Meiningen, heute Thüringen) gegründete Maschinenfabrik und Eisengießerei. Mit einer Vielzahl patentierter Entwicklungen war das Unternehmen zwischen 1928 und 1945 führender und ab 1948 in der DDR einziger Hersteller von Maschinen für die automatisierte Fertigung von keramischen Produkten. Nach wechselhafter Geschichte wurde der Betrieb als ehemaliger VEB Thuringia Sonneberg nach Umwandlung in eine Kapitalgesellschaft durch die Treuhandanstalt 1994 geschlossen.
Das 1949 in Kochel am See gegründete Nachfolgeunternehmen, die Dorst Technologies GmbH & Co. KG besteht bis heute.

## Geschichte

### 1865–1918

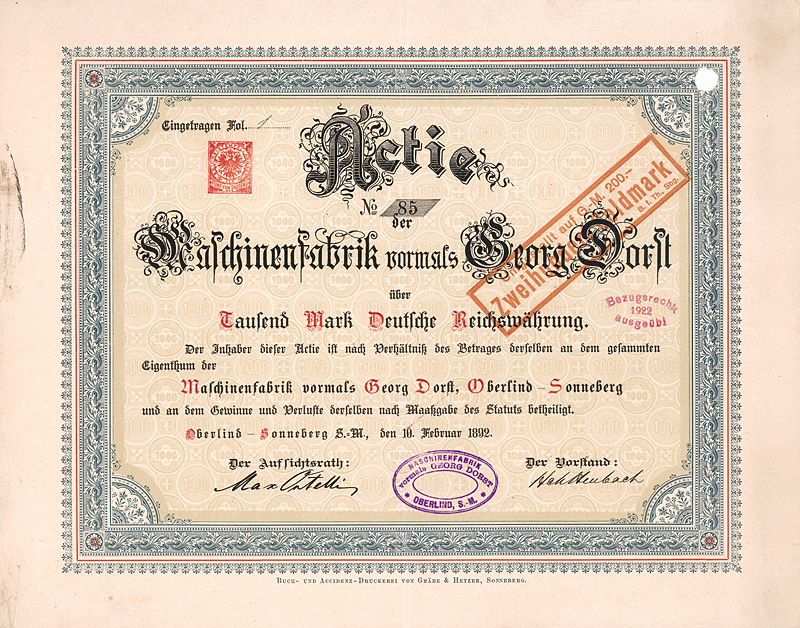
Aktie über 1000 Mark der Maschinenfabrik vorm. Georg Dorst vom 10. Februar 1892

1865 gründete Georg Dorst in Oberlind (Herzogtum Sachsen-Meiningen, heute Thüringen) eine Dorfschmiede mit einer Belegschaft von sechs Personen.
Nachdem die Zahl der Beschäftigten auf bis zu 60 Personen gestiegen war, wurde die Firma 1891 unter dem Namen Maschinenfabrik vormals Georg Dorst A.G. in eine Aktiengesellschaft im Familienbesitz umgewandelt. Das gezeichnete Kapital der am 10. Februar 1892 ausgegebenen 210 Gründeraktien zu je 1000 Mark betrug 210.000 Mark. Noch im selben Jahr erfolgten Investitionen in eine Dampfmaschine und einen Dampfkessel des Herstellers G. Kuhn, Stuttgart-Berg, sowie 1912 in eine Dampfmaschine der Maschinenfabrik Esslingen. Eine mehrseitige Referenzliste aus dem Jahr 1895 sowie ein 80-Seitiger Katalog aus dem Jahr 1897 mit mehr als 150 verschiedenen Maschinentypen zeugten zu der Zeit schon von umfangreichen Aktivitäten des Unternehmens in ganz Europa, Südamerika und Asien.

### 1918–1945
Gleich nach dem Ersten Weltkrieg wurde eine Hohlstrangpresse für keramische Massen entwickelt und 1919 zum Patent (DE333147A) angemeldet.
In der Weimarer Republik wurde das Grundkapital, vermutlich inflationsbedingt, bei mehreren Kapitalerhöhungen von 1920 bis 1924 auf 2.000.000 Mark erhöht und mit Beschluss der Hauptversammlung am 16. Juni 1924 nach der Währungsreform auf 400.000 Reichsmark, aufgeteilt in 2000 Stammaktien zu je 200 Reichsmark, umgestellt.
Mit einer Vielzahl innovativer Entwicklungen wurde das Unternehmen ab 1924 zum führenden Hersteller von Maschinen für die automatisierte Fertigung von keramischen Produkten und war auch international bekannt.
1933 bestand die Geschäftsleitung aus dem Vorstand Otto Dorst sowie den Aufsichtsräten Heinrich Scharf, Curt Craemer und Richard Schneider, dem Vizepräsidenten der Gauwirtschaftskammer Thüringen.
Der Zweck des Unternehmens war zu diesem Zeitpunkt: Betrieb und Erwerb von Anlagen, die dem Maschinenbau und seinen Nebengewerben dienen. Das Fabrikationsprogramm bestand dabei aus: Maschinen für feinkeramische Industrie; besondere Gattungen von Maschinen für chemische, Farben-, Bleistift- und Glasfabriken; vollständige maschinelle Einrichtungen für Porzellan-, Steingut-, Tonwaren-, Wand- und Fußbodenplattenfabriken, Mineralmühlen, Kaolinschlämmereien, Emaillierwerke. Die letzte ordentliche Hauptversammlung fand am 15. Juli 1943 statt.

### 1945–1990
Nach Ende des Zweiten Weltkrieges floh die Unternehmerfamilie Dorst vor Repressalien der sowjetischen Besatzungsmacht zu Verwandten nach Lüdinghausen in Westdeutschland. In der Mittenwalder Straße 61 in Kochel am See konnte 1949 ein Grundstück günstig erworben werden. Dort gründeten Otto Dorst und Walter Schlegel mit der Dorst Keramikmaschinen-Bau ein neues Unternehmen und begannen ab 1950 mit einer Belegschaft von 18 Mitarbeitern eine neue Produktion der bekannten Maschinen. In diese Zeit kam es auch zum Kontakt mit Otto Aßmann, der bis 1945 Leiter der Maschinen- und Konstruktionsabteilung der Hescho in Hermsdorf war und seine Pressautomaten-Entwicklung vorstellte sowie zwei innovative Pressen aus Hescho-Zeit zum Einsatz in der Pulvermetallurgie beschaffte. Aßmann übersiedelte 1958 mit Familie und seinem Ingenieurbüro nach Kochel und war in den Folgejahren maßgeblich an den weiteren Entwicklungen der Anlagen von Dorst beteiligt, aber nie Mitarbeiter des Unternehmens.
Für das ursprüngliche Unternehmen übernahm die Treuhandverwaltung der Landeseigenen Betriebe-Erfurt ab 1947 die Geschäftsführung, bis 1948 dann die endgültige Enteignung folgte. Das Unternehmen wurde als VEB Thuringia Sonneberg an die LBH (Vereinigung Volkseigener Betriebe Land-, Bau- und Holzverarbeitungsmaschinen Leipzig) angeschlossen und 1952 dem VEB Thuringia Feinkeramikmaschinen in der VVB Land-, Bau- und Holzverarbeitungsmaschinen, Werk I, Sonneberg 2 angegliedert.
1967 erfolgte der Zusammenschluss mit der Maschinenfabrik und Eisengießerei Steinach mit zusammen 690 Mitarbeitern. Aus diesem Kern wurde 1973 das Kombinat VEB Thuringia Kombinat für Glas- und Keramikmaschinenbau, Sonneberg gebildet, das direkt dem Ministerium für Glas- und Keramikindustrie unterstand und in dem zeitweise bis zu 3260 Personen beschäftigt waren.
Die Entwicklung neuer Verfahren für die Masseaufbereitung von Porzellan war Gegenstand eines gemeinsamen Projekts des Stammbetriebs der VEB Thuringia Sonneberg, der VEB Henneberg-Porzellan Ilmenau sowie der Technischen Universität Ilmenau. Ergebnis war ein Verfahren zur gleichzeitigen Entwässerung und Reinigung von keramischen Suspensionen mittels Druckelektroosmose, das noch 1989 von der VEB Thuringia Sonneberg zum Patent angemeldet wurde. Das neue Verfahren reduziert den technischen Aufwand um zwei Drittel und ermöglicht Energieeinsparungen von bis zu 96 Prozent.
Auch die Dorst Keramikmaschinen-Bau mit ihren Inhabern Otto Dorst und Walter Schlegel in Westdeutschland war gewachsen. Mit Anlagen zur Herstellung pulvermetallurgischer Produkte unter Federführung von Otto Aßmann wurde das Geschäftsfeld erweitert und eine Reihe von Innovationen wie beispielsweise eine Presse zum Herstellen maßhaltiger Preßlinge aus pulverförmigem Material oder Pressen zum Herstellen von Tellern entwickelt. Zwischen 1953 und 1984 wurden insgesamt 32 Patente angemeldet und erteilt. Es entstanden weitere Fertigungsbetriebe und Tochterunternehmen in Bad Kötzting (Dorst Maschinen und Anlagenbau GmbH & Co. KG), den USA und in China sowie Vertriebs- und Serviceniederlassungen in verschiedenen Teilen der Welt. In den 1980er Jahren wurde zudem ein Technologiezentrum für Forschung und Entwicklung errichtet.

### 1990–2010
Nach der Wende wurde das Kombinat in Sonneberg 1990 von der Treuhandanstalt aufgelöst und die einzelnen Betriebe wurden in Kapitalgesellschaften umgewandelt. 1994 folgte nach erfolgloser Privatisierung die endgültige Schließung. Ob es dabei im Rahmen der Regelung offener Vermögensfragen Versuche gab, das alte Unternehmen wieder zu übernehmen, oder ob entschädigt wurde, ist nicht bekannt.
Das westdeutsche Pendant wurde in den 2000er Jahren umstrukturiert und firmiert seitdem als Dorst Technologies GmbH & Co. KG. Eine kleine Krise zwischen 2008 und 2009 mit Kurzarbeit und Stellenabbau wurde überwunden und das Unternehmen wuchs zum größten Anlagenbauer im Landkreis Bad Tölz-Wolfratshausen. Weltweit waren zu dem Zeitpunkt rund 12.000 Maschinen und Produktionssysteme von Dorst für rund 2000 Kunden in über 70 Ländern in Betrieb und das Unternehmen war nach eigenen Angaben im Anlagenbau für Keramik- und Pulvermetallurgieherstellung Technologieführer.

### Heute
Das Familienunternehmen ist heute als „Dorst Technologies GmbH & Co. KG“ ein international tätiger mittelständischer Konzern mit sechs Einzelunternehmen und Hersteller von Spezialmaschinen zur Herstellung keramischer und pulvermetallurgischer Produkte. Die Gesellschafter werden durch einen Aufsichtsrat vertreten. Die Geschäfte führt ein gesellschafterfremdes Management. Der Umsatz wird dabei zu ca. 2/3 im Ausland erzielt. Das Unternehmen ist in Besitz von weltweit über 150 Patenten.

## Aktuelle Standorte
- Dorst KG, Kochel am See, Mutterunternehmen
- Dorst Technologies GmbH & Co. KG, Kochel am See, Firmenzentrale und Technologiezentrum
- Dorst Technologies GmbH & Co. KG, Bad Kötzting, Zweigwerk
- DORST America Inc., Bethlehem-Allentown/Pennsylvania, USA
- Dorst Technologies Shanghai Co., Ltd., Shanghai, China
- Dorst Compacting Ltd., Stoke on Trent, UK
- Dorst Equipamentos Ltda., São Paulo, Brasilien

## Trivia
Der Dramatiker Tankred Dorst stammt aus der Unternehmerfamilie.

## Patentierte Maschinen und Anlagen
- Patent  DE701843A: Selbsttätig arbeitende Kniehebelpresse zum Herstellen keramischer Platten. Veröffentlicht am 10. Dezember 1941.‌
- Patent  DE676705A: Staubabsaugevorrichtung an Pressen. Veröffentlicht am 9. Juni 1939.‌
- Patent  DE651159A: Reibradspindelpresse zum Herstellen keramischer Platten. Veröffentlicht am 8. Oktober 1937.‌
- Patent  DE616751A: Maschine zum Putzen bzw. Abgraten keramischer Platten. Veröffentlicht am 3. August 1935.‌
- Patent  DE610304A: Vorrichtung zum Ausheben des Unterstempels von Reibradspindelpressen zum Herstellen keramischer Platten. Veröffentlicht am 8. März 1935.‌
- Patent  DE593018A: Maschine zum selbsttätigen Sortieren keramischer Platten. Veröffentlicht am 3. August 1935.‌
- Patent  DE589373A: Giessmaschine zum Herstellen keramischer Gefäße. Veröffentlicht am 6. Dezember 1933.‌
- Patent  DE582949A: Glasiermaschine. Veröffentlicht am 25. August 1933.‌
- Patent  DE540740A: Vorrichtung zum Drehen von auf einem Foerderband bewegten Werkstücken. Veröffentlicht am 29. Dezember 1931.‌
- Patent  DE589373A: Trockenkammer für keramische Gegenstaende. Veröffentlicht am 28. August 1930.‌
- Patent  DE492400A: Einrichtung zum Glasieren keramischer Gegenstaende mit luftdicht abgeschlossenem Glasurbehaelter. Veröffentlicht am 22. Februar 1930.‌
- Patent  DE490406A: Anlage zur Aufbereitung von Porzellan- und Steingutmassen in ununterbrochenem Arbeitsgange. Veröffentlicht am 27. Januar 1930.‌
- Patent  DE472861A: Füllvorrichtung für Reibräderspindelpressen. Veröffentlicht am 7. März 1929.‌
- Patent  DE460298A: Maschine zum Messen und Stempeln keramischer Platten. Veröffentlicht am 24. Mai 1928.‌
- Patent  DE445602A: Presse für Fliesen mit abgerundeter Kante. Veröffentlicht am 11. Juni 1927.‌
- Patent  DE333147A: Hohlstrangpresse für keramische Massen. Veröffentlicht am 28. Februar 1921.‌